# 38 Dywizja Grenadierów SS „Nibelungen”
38 Dywizja Grenadierów SS „Nibelungen” (nazwa pochodzi od mitycznych Nibelungów) – ostatnia dywizja Waffen-SS. Została sformowana 27 marca 1945 roku. Służyli w niej słuchacze i kadra szkoły oficerskiej SS w Bad Tölz (1000 żołnierzy) oraz niedobitki Dywizji „Nord”, 7 Ochotniczej Dywizji Górskiej SS Prinz Eugen i 30 Dywizji Grenadierów SS, a także inne oddziały SS. Łącznie zgromadzono około 6 000 żołnierzy. Jednostka walczyła 12 kwietnia w Schwarzwaldzie, 18–23 kwietnia pod Neumarkt i 28–30 kwietnia pod Landshut. Następnie 2 maja nad Izarą w Bawarii została odrzucona przez 20 Dywizję Pancerną USA. Poddała się wojskom amerykańskim 8 maja w Reit im Winkl.

## Dowódcy
- SS-Obersturmbannführer Richard Schulze-Kossens (6 kwietnia 1945 – 9 kwietnia 1945)
- SS-Gruppenführer Heinz Lammerding (kwiecień 1945 – kwiecień 1945)
- SS-Obergruppenführer Karl Ritter von Oberkamp (kwiecień 1945 – kwiecień 1945)
- SS-Standartenführer Martin Stange (12 kwietnia 1945 – 8 maja 1945)

## Skład organizacyjny
- SS-Panzergrenadier-Regiment 95 (pułk grenadierów pancernych, 3 bataliony)
- SS-Panzergrenadier-Regiment 96 (pułk grenadierów pancernych, 4 bataliony)
- SS-Artillerie-Regiment 38 (pułk artylerii)
- SS-Panzerjäger-Abteilung 38 (oddział przeciwpancerny, 2 kompanie przeciwpancerne, 1 kompania przeciwlotnicza)
- SS-Pioneer-Abteilung 38 (oddział saperów)
- SS-Flak-Abteilung 38 (oddział przeciwlotniczy)
- SS-Nachrichten-Abteilung 38 (oddział zwiadu)
- SS-Ausbildung und Ersatz Abteilung 38 (oddział rozbudowy i uzupełnienia)
- SS-Polizei-Bataillon-Siegling (batalion policji)
- SS-Wirtschafts-Bataillon 38 (batalion gospodarczy)